# Léon Marchand
Léon Marchand (ur. 17 maja 2002 w Tuluzie) – francuski pływak specjalizujący się w stylu zmiennym i motylkowym, pięciokrotny mistrz świata, czterokrotny mistrz olimpijski, rekordzista świata na dystansie 400 m stylem zmiennym.

## Kariera
W 2021 roku na igrzyskach olimpijskich w Tokio z czasem 4:11,16 był szósty na dystansie 400 m stylem zmiennym. W konkurencji 200 m stylem motylkowym zajął 15. miejsce (1:55,68), a na 200 m stylem zmiennym uplasował się na 18. pozycji (1:58,30).
Rok później podczas mistrzostw świata w Budapeszcie zwyciężył na dystansie 400 m stylem zmiennym i czasem 4:04,28 pobił rekord Europy. W konkurencji 200 m stylem motylkowym zdobył srebrny medal, poprawiając rekord Francji (1:53,37). Piątego dnia mistrzostw na dystansie 200 m stylem zmiennym wywalczył złoto, ustanawiając jednocześnie nowy rekord swojego kraju (1:55,22).
Na mistrzostwach świata w Fukuoce w 2023 roku zwyciężył w konkurencji 400 m stylem zmiennym i czasem 4:02,50 poprawił rekord świata, należący wcześniej przez prawie 15 lat do Michaela Phelpsa. Złoty medal zdobył również na dwukrotnie krótszym dystansie, gdzie ustanowił nowy rekord Europy (1:54,82). Był najlepszy także w konkurencji 200 m stylem motylkowym (1:52,43; rekord Francji).
W 2024 roku podczas igrzysk olimpijskich w Paryżu zwyciężył na dystansie 400 m stylem zmiennym, ustanawiając nowy rekord olimpijski (4:02,95). Trzy dni później, jako pierwszy pływak od 1976 roku zdobył dwa złote medale w konkurencjach indywidualnych w ciągu jednego dnia. Marchand okazał się najlepszy na 200 m stylem motylkowym i 200 m stylem klasycznym, w obu poprawiając rekordy olimpijskie. Na 200 m żabką ustanowił także nowy rekord Europy (2:05,85). Zwyciężył również w konkurencji 200 m stylem zmiennym, czasem 1:54,06 ustanawiając nowy rekord zawodów i kontynentu (1:54,06), słabszy od rekordu świata o 0,06 s. W sztafecie 4 × 100 m stylem zmiennym zdobył brązowy medal.